# John Bryan
John Bryan (Londra, 12 agosto 1911 – Surrey, 10 giugno 1969) è stato uno scenografo britannico.

## Filmografia

### Scenografo

#### Cinema
- La torre di Londra  (Colonel Blood), regia di W.P. Lipscomb (1934)
- Pigmalione (Pygmalion), regia di Anthony Asquith e Leslie Howard (1938)
- Dangerous Moonlight, regia di Brian Desmond Hurst (1941)
- Cesare e Cleopatra (Caesar and Cleopatra), regia di Gabriel Pascal (1945)
- Le avventure di Oliver Twist (Oliver Twist), regia di David Lean (1948)
- Grandi speranze (Great Expectations), regia di David Lean (1946)
- Becket e il suo re (Becket), regia di Peter Glenville (1964)

### Produttore
- Il forestiero (The Million Pound Note), regia di Ronald Neame (1954)